# كيندرا كولتر
كيندرا كولتر هي عالمة الإنسان وأستاذة جامعية كندية، ولدت في 8 يونيو 1979. تعمل حاليًا كأستاذ مشارك في مركز دراسات العمل في جامعة بروك. وهي كاتبة الأعمال «تثوير تجارة التجزئة: العمال والعمل السياسي والتغيير الاجتماعي (2014)، الحيوانات والعمل ووعد التضامن الاجتماعي بين الأنواع (2016)». طوّرت كولتر في كتابها الأخير مفاهيم التضامن الاجتماعي بين الأنواع والأعمال الإنسانية.

## مهنتها
تدربت كولتر لتكون عالمة إنسان من خلال دراستها في جامعتي وسترن أونتاريو، والتي تخرجت منها بشهادة بكالوريوس الآداب عام 2002، وجامعة تورنتو. دافعت عن رسالتها الدكتوراه بعنوان «الحرباء والخيامر ومبدّلات الشكل: تشكيل الحكومة النيوليبرالية في أونتاريو» بنجاح في تورنتو في أيار/ مايو عام 2007. عملت لفترة ما بعد التخرج في مجال علم الاجتماع والإنسان في جامعة وندسور، ثم تابعت العمل في مركز دراسات العمل في جامعة بروك حيث تعمل حاليًا كأستاذ مشارك.
نشرت كولتر كتابها الأول في جامعة بروك، سلسلة «الثقافات الحكومية: وجهات النظر الأنتروبولوجية (الإنسانية) في العمل السياسي والسلطة والحكومة» الذي ساعدت في تأليفه مع وليام ر. شومان. نشر كتاب الثقافات الحكومية في دار بالجريف ماكميلان الأكاديمي للنشر. 
نُشرت دراسة كولتر الأولى بعنوان «تثوير تجارة التجزئة: العمال، العمل السياسي والتغيير الاجتماعي» عام 2014 في دار بالجريف ماكميلان الأكاديمي للنشر. بحث الكتاب في مجال تجارة التجزئة، دارسًا كيف بالإمكان تبديل حياة العمال في مجال الصناعة. درست في البداية طبيعة عمل تجارة التجزئة من ثم نظرت في النجاحات ووعود اتحادات تجارة التجزئة في تغيير حياة العمال وأحوالهم. ثم تأملت كولتر في تجارة التجزئة من زاوية أوسع، باحثةً في كمية الطرق الممكنة للتغيير السياسي. 
تقول أماندا بيمان التي نقدت الكتاب لصالح مجلة تايمز للتعليم العالي: «من الأساسي لجميع باحثي العلاقات التوظيفية قراءة هذا الكتاب.. يجب الثناء على كولتر على هذه المساهمة القيمة والتي وبالرغم من بروز تجارة التجزئة في التجارات العالمية فلا تزال مجالًا غير مدروس جيدًا. إنها تقدم في هذا الكتاب تذكرة قيمة بأهمية معاناة العمال في تنظيم التغيير الاجتماعي». مُنح كتاب تثوير تجارة التجزئة عام 2015 جائزة الجمعية الكندية لدراسات العمل والعمال.
تدرس كولتر في كتابها الثاني عام 2016 «الحيوانات والعمل ووعد التضامن الاجتماعي بين الأنواع» العمل الذي يقوم به الأفراد بواسطة الحيوانات بالإضافة إلى الأعمال التي تقوم بها الحيوانات، معتمدة على مجموعة من وجهات النظر الفرضية بما في ذلك الاقتصاد النسوي.
في كل من دراسات العمل ودراسات علم الحيوان الإنساني، تناقش كولتر العمل المجرى بواسطة الحيوان والمقدم له والذي لم يدرس بشكل جيد. لم تقتصر كولتر على اكتشاف هذه المواضيع مع إشارتها إلى أن عمل الحيوانات يجب أن يقدّر أيضًا، وإنما ربطت بشكل نقدي بينها، طارحةً طرقًا بديلة لتصور مكان الحيوان في موقع العمل والمجتمع، مع التركيز على تحسين حيواتها وتخفيف معاناتها، ونادت كولتر بالتضامن الاجتماعي بين الأنواع، وتحسين وظائف الناس.
كتبت كولتر على موقع مشروع الأعمال الإنسانية خاصتها: «هناك أسباب أخلاقية إلزامية وبيئية لإزاحة القوة العاملة بعيدًا عن أذية الأنواع أو الأنماط وقريبًا من الممارسات المستدامة والإيجابية والقطاعات التوظيفية. بإمكاننا ويجب علينا إنشاء أعمال إنسانية».
عام 2017، واعترافًا بإنجازاتها البحثية، اختيرت كولتر من بين 70 أكاديميًا ليصبحوا أعضاء في الجامعة الملكية للباحثين الجدد والفنانين والعلماء في الجمعية الملكية الكندية.  منحت في نفس العام منصب رئيسة مستشاري هيئة البحث العليا في جامعة بروك، للاعتراف بمساهماتها البارزة في مجالها وتعزيز موقعها كباحثة رائدة في الدراسات حول الحيوانات.